# Lemdana
Lemdana ist eine Gattung der Filarien mit 12 Arten. Die Parasiten befallen Vögel.

## Merkmale
Lemdana hat die Merkmale der Lemdaninae. Die wenigen Kaudalpapillen liegen nahe des Anus, eine raue Fläche (Area rugosa) ist um die Kloake nicht ausgebildet. Die Spicula sind ungleich und getrennt, das linke ist röhrenförmig und etwa 7-mal so lang wie das rechte. Die Vulva liegt dicht hinter dem muskulösen Ösophagusabschnitt.

## Systematik
Das Interim Register of Marine and Nonmarine Genera weist folgende Arten aus:
- Lemdana behingi Levashov, 1929
- Lemdana bengalensis Soota & Chaturvedi, 1971
- Lemdana corvicola Schikhobalova, 1948
- Lemdana hayesi Anderson & Prestwood, 1969
- Lemdana latifi Lee, Amin-Babjee & Krishnasamy, 1989
- Lemdana marthae Seurat, 1917
- Lemdana pavonica (Rasheed, 1960)
- Lemdana sonneretta (Ali, 1969)
- Lemdana sultanae (Ali, 1961)
- Lemdana wernaarti Bartlett & Anderson, 1987
- Lemdana yinnansis (Xie-Tianzhen et al., 1993)

Synonyme der Gattung sind Ameeria Ali, 1961, Lemdanella Sonin, 1963, Singhfilaria Rasheed, 1960 und Singhnema Ali, 1969.